# 瞼の中に故里が
「瞼の中に故里が」（まぶたのなかにふるさとが）は、1978年3月にリリースされた三橋美智也のシングル。

## 解説
- 歌手生活25周年の年に発売され、同年に発表されたアルバム「三橋美智也の世界」にも収録されている。
- 3月21日のNHK「のど自慢日本一大会」に北島三郎・都はるみ・新沼謙治・岩崎宏美と共に出演し、歌手パレードで披露[1]。

## 収録曲
1. 瞼の中に故里が
  - 作詞:矢野亮／作曲:徳久広司／編曲:高田弘
2. 花恋し人恋し親恋し
  - 作詞:藤間哲郎／作曲:弦哲也／編曲:川上英一